# Saint-Honorétaart
Een Saint-Honorétaart is een gebak uit de Franse keuken, gebakken met meerdere deegsoorten, waaronder soezendeeg, waarop soezen gelegd worden. Het wordt soms als de "koning onder de Franse taarten" betiteld.

## Oorsprong
De taart is vernoemd naar de heilige Honoré van Amiens, de schutspatroon van de bakkers en banketbakkers. Auguste Julien Chiboust, een bakker van de Chiboust-bakkerij in Parijs, vond de taart uit rond 1840. Hij werd daarbij geïnspireerd door een regionaal dessert, dat flan suisse genoemd werd. 

## Opbouw
Het gebak wordt gemaakt op een bodem van vast deeg (bladerdeeg, gebroken deeg of zanddeeg), waarop vóór het bakken aan de buitenkant een rand van soezendeeg en in het midden een tweede ring aangebracht wordt. Na het bakken van de bodem worden bovenop met banketbakkersroom gevulde soesjes gestapeld. De soesjes worden bestreken met gekaramelliseerde suiker, chocolade of confiture. Het midden wordt dan gevuld met banketbakkersroom of crème chantilly en slagroom. 
Voor de banketbakkersroom wordt in het originele recept een door Chiboust bedachte variant met eiwit gebruikt, de crème chiboust. 

## Consumptie
Omdat het kookdeeg van de soesjes snel vocht opneemt en slap wordt, moet de taart direct na het opbouwen worden geconsumeerd.
De taart wordt vaak als dessert opgediend. In Frankrijk is het vaak een vast deel van het eten ter ere van een eerste communie.